# Сиухино (Марий Эл)
Сиухино (мар. Сухин) — деревня в Горномарийском районе Марий Эл Российской Федерации. Входит в состав Троицко-Посадского сельского поселения.
Численность населения — 281 чел. (2014 год).

## География
Располагается в 5,5 км от административного центра сельского поселения — села Троицкий Посад, на правом берегу реки Юнги.

## История
Деревня названа именем первопоселенца «Сиуха». Упоминается в ландратской книге 1717 года. В списках населённых мест Казанской губернии 1859 года упоминается под названием деревня «Сиухина».

## Население
| 1859 | 2002 | 2010 | 2013 | 2014 |
| ---- | ---- | ---- | ---- | ---- |
| 289  | ↗292 | ↘244 | ↗279 | ↗281 |

## Известные уроженцы
Калугин Семён Михайлович (1913—1985) — советский военный и административный деятель. В годы Великой Отечественной войны — военный топограф топографической службы 105 стрелкового корпуса 65 армии Белорусского фронта, майор; подполковник (1947). Директор Научно-краеведческого музея Марийской АССР (ныне — Национальный музей Республики Марий Эл им. Т. Евсеева) (1961—1963). Член ВКП(б) с 1942 года.